# Heidelberg-Moskau-Experiment
Das Heidelberg-Moskau-Experiment war ein Experiment zur Suche nach dem neutrinolosen doppelten Betazerfall in dem Germanium-Isotop 76Ge. Anders als der normale doppelte Betazerfall, bei dem zwei Neutrinos emittiert werden, ist dieser Prozess mit dem Standardmodell der Teilchenphysik nicht erklärbar, ein experimenteller Nachweis wäre also eine Sensation. Geleitet wurde das Experiment von einer Kollaboration zwischen dem Max-Planck-Institut für Kernphysik in Heidelberg und dem Kurtschatow-Institut in Moskau. Die Ergebnisse des Experiments sind umstritten.

## Suche nach neutrinolosen Betazerfällen
Das Nuklid 76Ge ist stabil gegen einfachen, aber nicht gegen doppelten Betazerfall. Die Halbwertszeit beträgt etwa 1,5·1021 Jahre. Die beim Zerfall freiwerdende Energie von 2039 keV verteilt sich auf zwei Elektronen und zwei Neutrinos. Die detektierbare Summenenergie der beiden Elektronen weist daher eine breite Verteilung auf.
Ein neutrinoloser Doppel-Betazerfall wäre noch wesentlich seltener. Er würde sich dadurch auszeichnen, dass die Summe der Energien der ausgesandten Elektronen immer gleich der Zerfallsenergie ist. Mit einer guten Energieauflösung des Detektors ließen sich also beide Zerfallsarten voneinander unterscheiden, denn der kontinuierlichen Verteilung müsste eine einzelne "Linie" überlagert sein.

## Aufbau
Im Experiment wurden fünf einzelne Halbleiterdetektoren aus zusammen 11,5 kg hochreinem Germanium benutzt, die zugleich die Strahlenquelle waren. Das untersuchte Isotop 76Ge ist in natürlichem Germanium nur zu 7 % enthalten. Um die Empfindlichkeit des Experiments zu erhöhen, wurde es auf einen Anteil von 86 % angereichert.
Um den Nulleffekt zu reduzieren, wurde das Experiment im Laboratori Nazionali del Gran Sasso 1400 m unter der Erde durchgeführt. Um störende Strahlung von außen zu reduzieren, waren die Detektoren zusätzlich durch Blei abgeschirmt. Da kosmische Myonen sich jedoch nicht völlig abschirmen lassen, waren über dem Aufbau Szintillatoren angebracht, die diese detektierten, so dass sie aus der Datenanalyse entfernt werden konnten.

## Ergebnis des Experiments
Von August 1990 bis Mai 2003 wurden Daten gesammelt. Die Auswertung unter der Leitung von Hans Klapdor-Kleingrothaus ergab einen Nachweis neutrinoloser doppelter Betazerfälle mit einer Signifikanz von 6,4 Standardabweichungen. Als partielle Lebensdauer dieses Zerfallskanals wurden 2,2·1025 Jahre berechnet. Er wäre damit beim Ge-76 zehntausendmal seltener als der normale doppelte Betazerfall.
Das Ergebnis ist umstritten. Andere Analysen konnten in den Daten keinen eindeutigen Nachweis des neutrinolosen doppelten Betazerfalls finden. Auch im GERDA-Experiment mit seiner verbesserten Empfindlichkeit wurde kein neutrinoloser doppelter Betazerfall beobachtet.